# Den Kongelige Livgarde
Den Konglige Livgarde är ett danskt infanteriförband inom Danmarks armé som har verkat sedan det uppsattes av Fredrik III av Danmark den 30 juni 1658.
Permanent vakt ur livgardet finns på Amalienborg, Kastellet, Rosenborgs slott och vid gardets förläggningar i Köpenhamn och Høvelte.

## Organisation
Regementet består 2019 av följande enheter:
- Stab
- I Bataljon: Pansarinfanteribataljon bestående av ett stabskompani och två pansarskyttekompanier.
- II Bataljon: Regementets utbildningsbataljon som utgörs av en stab och två utbildningskompanier
- Vaktkompaniet
- Den Kongelige Livgardes Musikkorps

## Vaktkompaniet

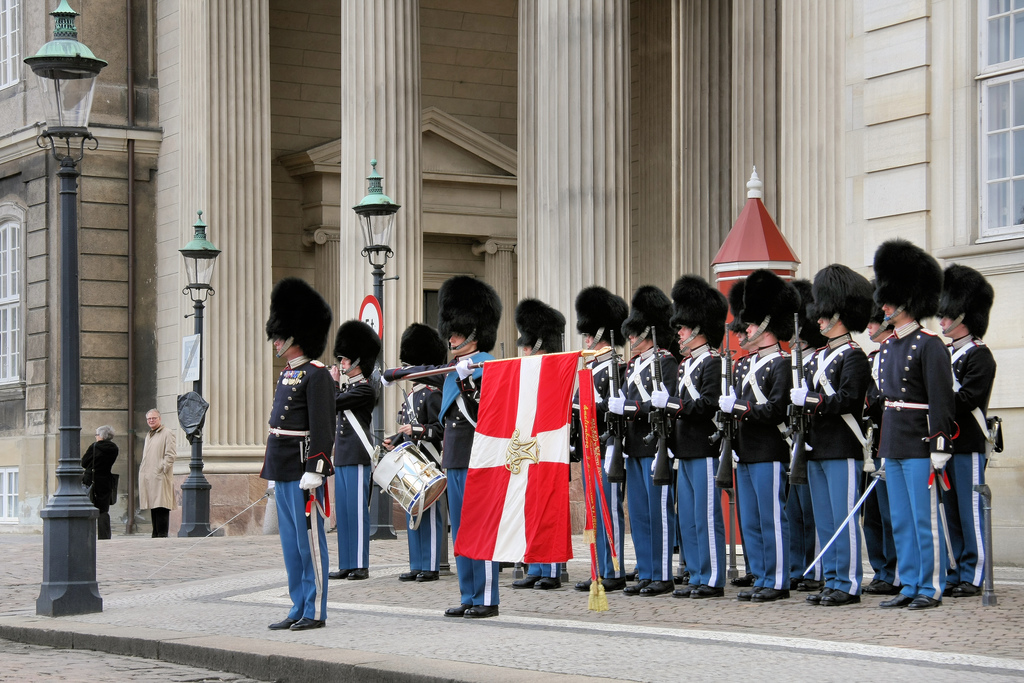
Trupp med fana under vaktavlösning på Amalienborg.

Vaktkompaniet (Vagtkompagniet) är sedan 1786 då dess kasern färdigställdes förlagt i närheten av Rosenborgs slott i Köpenhamn. Dess uppgift är att bestrida vakten vid Amalienborg samt de andra platser som nämns ovan.
Vaktkompaniet består av c:a 300 personer varav 240 värnpliktiga och indelas i tre underavdelningar (vagthold). Vidare består kompaniet av en ledning, en logistikavdelning samt av en musikkår, Livgardets Tambourkorps.

## Den Kongelige Livgardes Musikkorps

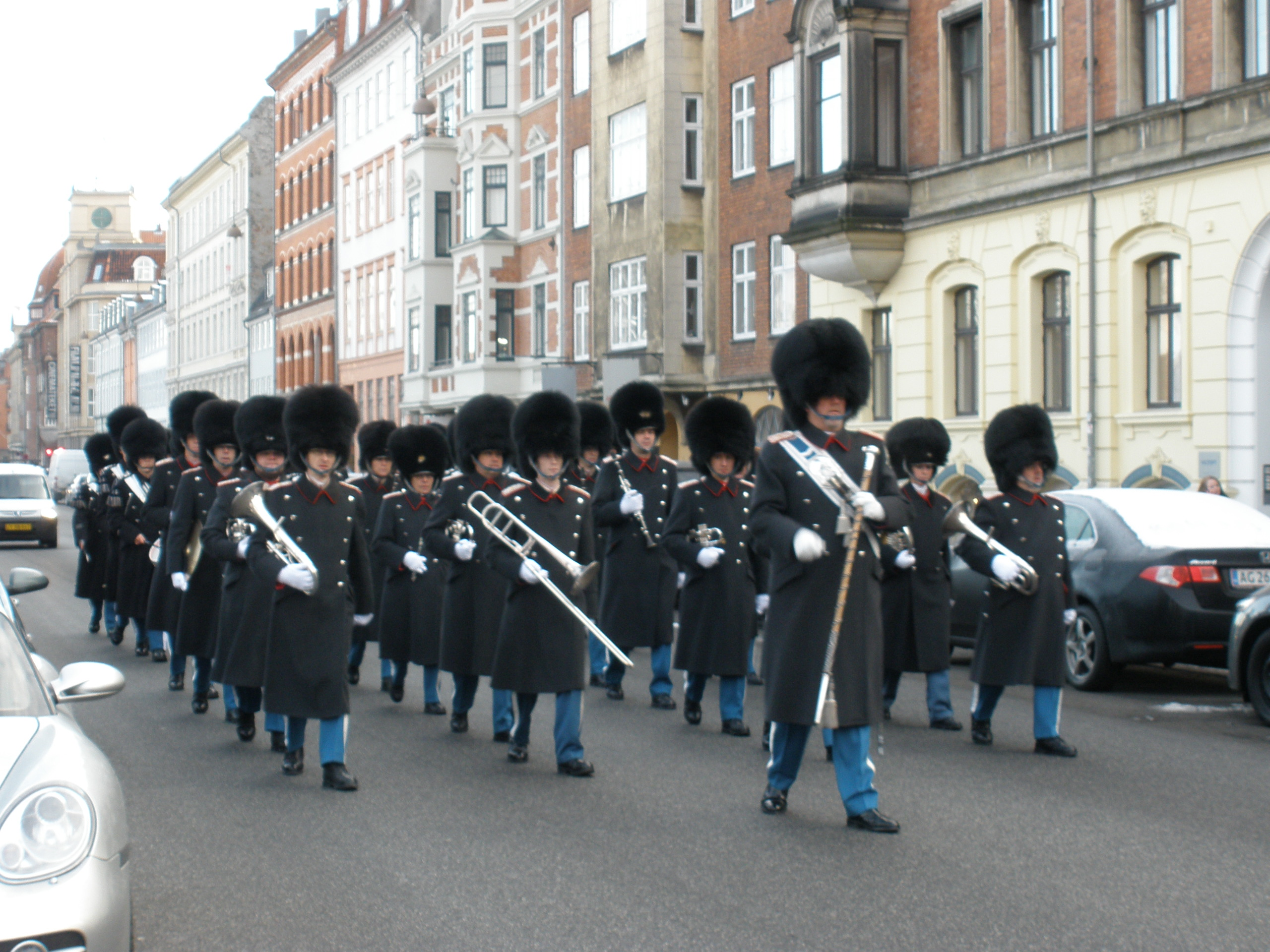
Den Kongelige Livgardes Musikkorps

Den Kongelige Livgardes Musikkorps grundades i samband med regementets grundande 1658 och består idag av 36 professionella musiker. Musikkåren bestrider vaktparader samt spelar på olika konserter och är den enda musikkåren av sitt slag i Danmark.